# ロベール＝カブリエ・ド・ラ・サール

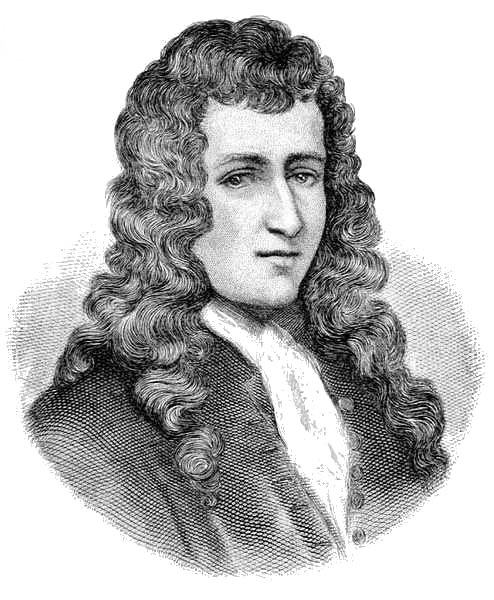
ロベール＝カブリエ・ド・ラ・サール

ルネ＝ロベール・カヴリエ・シュ・ド・ラ・サール（René-Robert Cavelier, Sieur de La Salle、1643年11月22日 - 1687年3月19日）は、フランス人探検家。アメリカ合衆国とカナダの五大湖地域、ミシシッピ川、メキシコ湾を探険し、ミシシッピベイスン全体をフランス領として主張し、「ルイジアナ」と名付けた人物である。

## 生涯
ラ・サールは1643年11月22日、ノルマンディーのルーアンで生まれ、イエズス会のメンバーになり1660年に誓いを立てて修道士となるが、1667年3月27日、「道徳的な弱さ」により、イエズス会を去った。父親の遺産を使い果たしたラ・サールは、1667年に新大陸のヌーベルフランスへ行き、前年に当地へ移住していた聖スルピス会の僧侶であった彼の兄弟のジャンを訪ねた。
ネイティブアメリカンのイロコイは、彼にミシシッピ川につながるオハイオ川と呼ばれる大きな川を教えた。彼はこの川がカリフォルニア湾まで通じていると考え、中国にたどりつく西へ向かう道を見つける遠征を計画した。1669年、ラ・サールの最初の遠征隊はオハイオ川に到達し、5艘のカヌーと12人の隊員とともにケンタッキー州ルイビルまで行ったが、1672年にルイ・ジョリエが発見するミシシッピ川にはたどり着けなかった。
次にラ・サールは、毛皮交易の一環として、オンタリオ湖にある現在のキングストン (オンタリオ州)にフロンテナック砦を建設しようともくろんだ。1673年にできたこの砦は、ラ・サールのパトロンであるヌーベルフランス総督、ルイ・デ・フロントナックにちなんで名付けられた。フロントナックの援助を受けて、ラ・サールは毛皮交易の特権と辺境の砦の建設の許可だけではなく、貴族の称号も受けた。
1679年8月7日、ラ・サールはナイアガラ瀑布を探険し、隊員だったアンリ・デ・トンティらと共にコンティ砦を建設し、五大湖を帆船で探険した最初の白人となった。1680年1月、イリノイ川にはクレヴクール砦を建設する。1682年、ミシシッピ川を下り、現在のメンフィス (テネシー州)に小さな砦を作る。4月9日に、ミシシッピ川河口に到着した。その後1684年の探険では、4隻の船と300人の植民者とともにフランスを出発したが、1隻はカリブ海で海賊に襲われ、2隻めはマタゴルダ湾入り江で沈み、3隻めは座礁した。1687年、残った36名のうちの4名に、現在のテキサス州ナバソタの近くで殺された。